# 国分盛綱
国分 盛綱（こくぶん もりつな、永享10年（1438年）? - 永正9年11月29日（1513年1月6日）?）は、室町時代に日本の陸奥国宮城郡にいた国分氏の第12世の当主とされる武士である。国分宗綱と同一人物とする説があり、また、実在しない可能性もある。
国分氏は室町時代から戦国時代末まで宮城郡南部にいた一族だが、盛綱の名は江戸時代に佐久間義和が編纂した「平姓国分氏系図」にのみ現れる。それによれば、盛綱の父は国分盛行、母は黒川氏基の女、弟に盛隆、竹之助、盛詮がおり、伊達盛宗（小梁川盛宗）の女を妻として胤実、盛政、盛長、盛久と三人の女を儲けた。永享10年（1438年）生、永正9年（1512年）11月29日に75歳で没。「弓馬に達し雄略に通」じ、文明年間（1469年 - 1487年）に「百戦百勝の功を樹て威勢」を振るったという。
しかしながら古内氏蔵の系図に盛綱の名はなく、この前後に重なる名がない。これはどちらが正しいというのではなく、どの系図もあまり信じることができないとされる。この時代の宮城郡南部に国分氏が勢力を持っていたことまで疑う歴史学者はいないが、盛綱という名の人がいたか、別の名でも盛綱に相当する人物がいたかということになると、不明である。